# Cloisonnismo

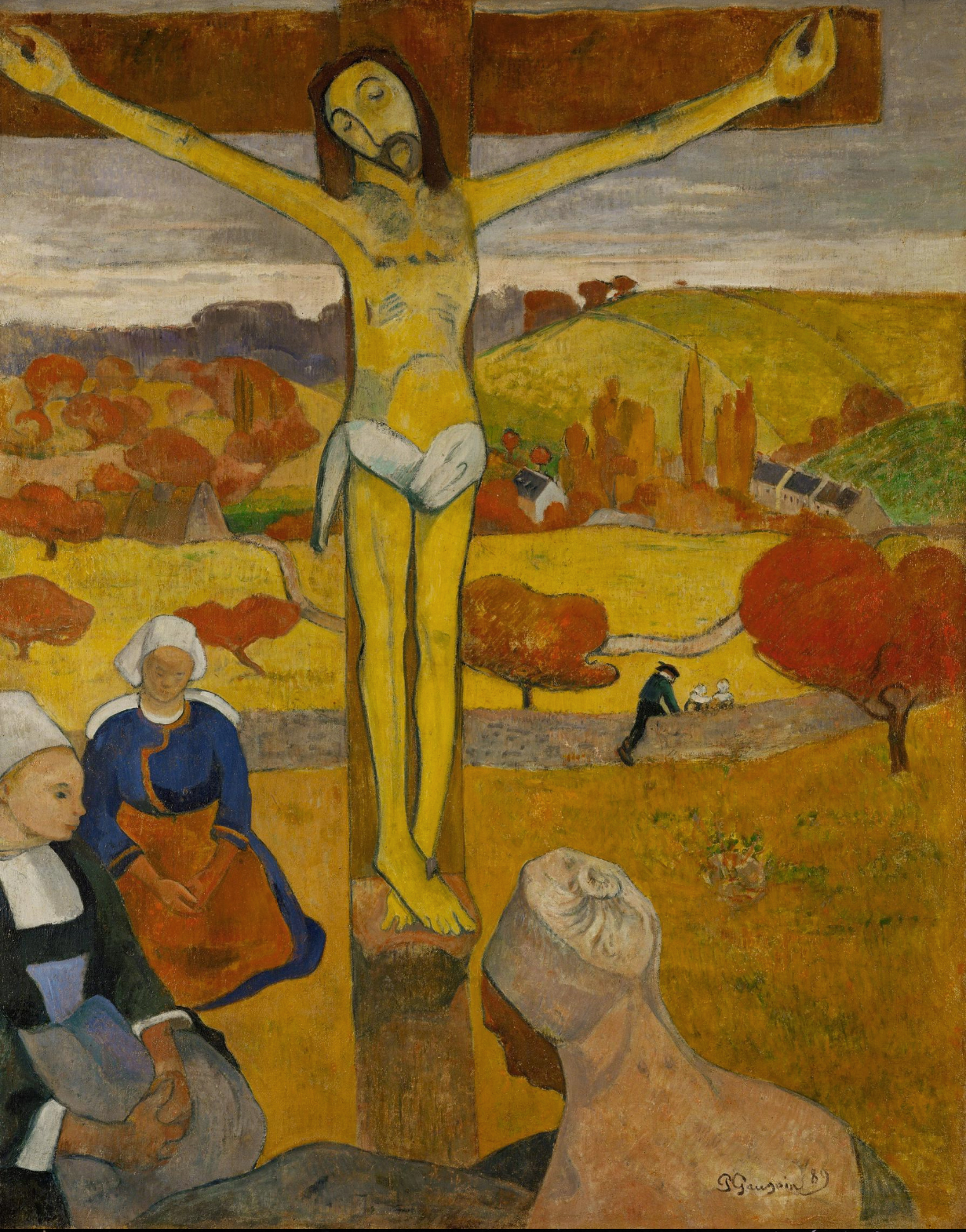
O Cristo Amarelo de Paul Gauguin, 1889, óleo sobre tela
Albright-Knox Art Gallery, Buffalo, Nova Iorque

O cloisonnisme é um estilo da pintura pós-impressionista caracterizado por cores lisas delimitadas por contornos escuros. O termo foi utilizado pelo crítico Édouard Dujardin por ocasião do Salão dos Independentes em Março de 1888. Os artistas Émile Bernard, Louis Anquetin, Paul Gauguin, Paul Sérusier, e outros, começaram a pintar com este estilo no final do século XIX. O nome remete para a técnica de cloisonné, onde arames (cloisons ou "compartimentos") são soldados ao corpo da peça, enchidos com pó de vidro e, em seguida, colocados no meio de chamas a altas temperaturas, numa técnica semelhante ao do vitral. Muitos daqueles pintores descrevem os seus trabalhos como sintetismo, um movimento com algumas semelhanças.
No Cristo Amarelo (1889), muito citado como o melhor exemplo de cloisonnisme, Gauguin reduz a imagem a áreas de uma única cor separadas por linhas escuras muito carregadas. Nestes trabalhos, ele deixa de lado a perspectiva clássica, e elimina as transições de cores (as gradações cromáticas como o degradê ou as técnicas de sensação de volume como o sfumato) — duas das principais características da pintura pós-renascentista.

Uma forte influência na técnica de representação usada (não nos temas representados mas na forma de pintar) foram as estampas japonesas Ukiyo-e que cativaram a sociedade francesa daquela altura pela sua novidade, no chamado japonismo. Escreveu Paul Gauguin:
"Olhe para os excelentes artistas japoneses, e verá a vida retratada no ar livre e ao sol sem sombras, a cor a ser usada apenas como combinação de tons, diversas harmonias, dando a impressão de calor etc." 
A separação das cores no cloisonnisme, reflecte um desejo de descontinuidade que é uma característica do modernismo.

## Galeria

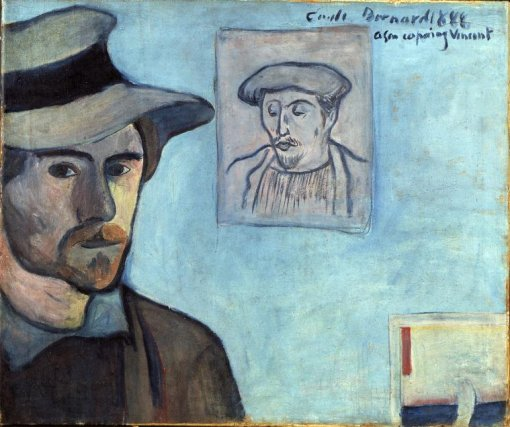
Émile Bernard, Autorretrato com retrato de Gauguin, dedicado a Vincent van Gogh. Bernard, 1888
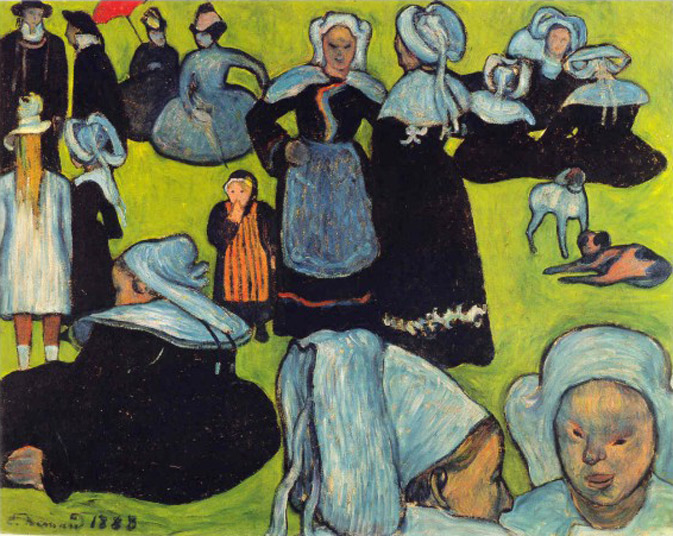
Émile Bernard, Mulheres Bretãs no Prado,  Agosto de 1888. Bernard trocou esta pintura com Gauguin, que a levou para Arles no Outono de 1888, quando se juntou a van Gogh, o qual gostava deste estilo. Van Gogh pintou uma cópia em aguarela para o seu irmão Theo.
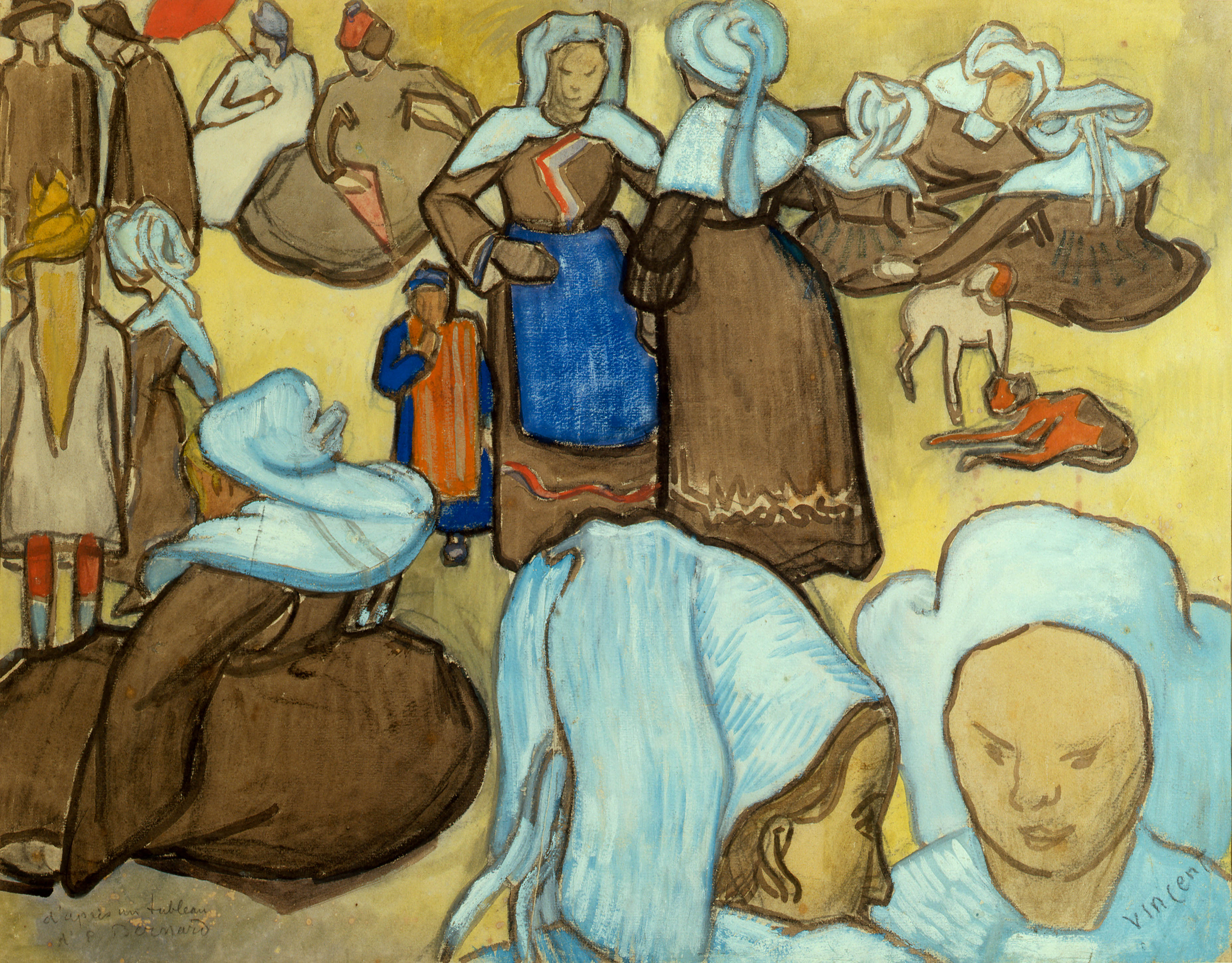
Vincent van Gogh, Mulheres Bretãs e Crianças, Novembro  de 1888 (cópia da aguarela de Bernard).
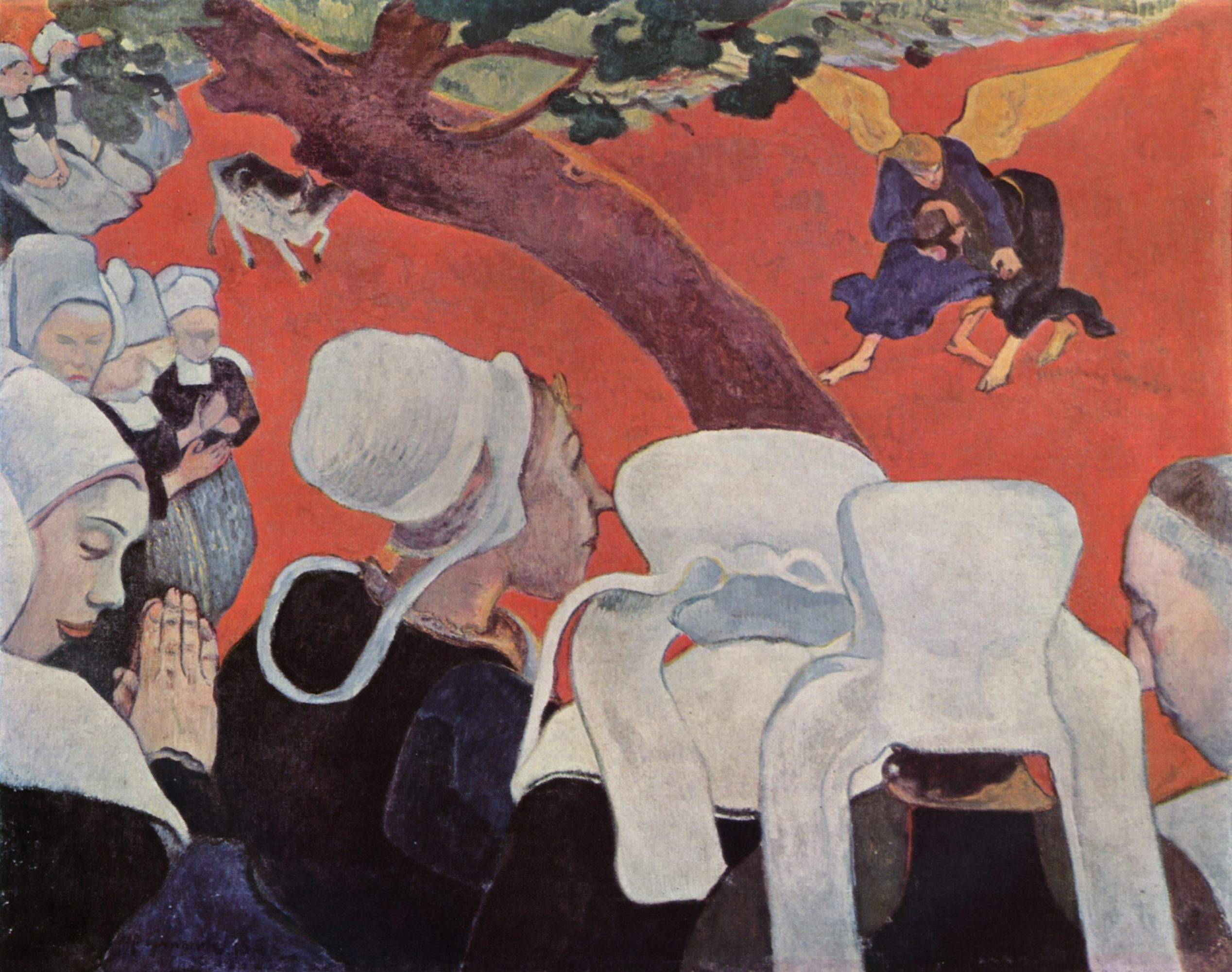
Paul Gauguin, Visão depois do Sermão, 1888.
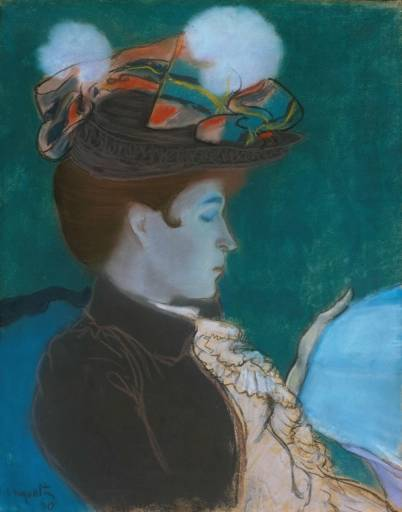
Louis Anquetin, Mulher a Ler, 1890
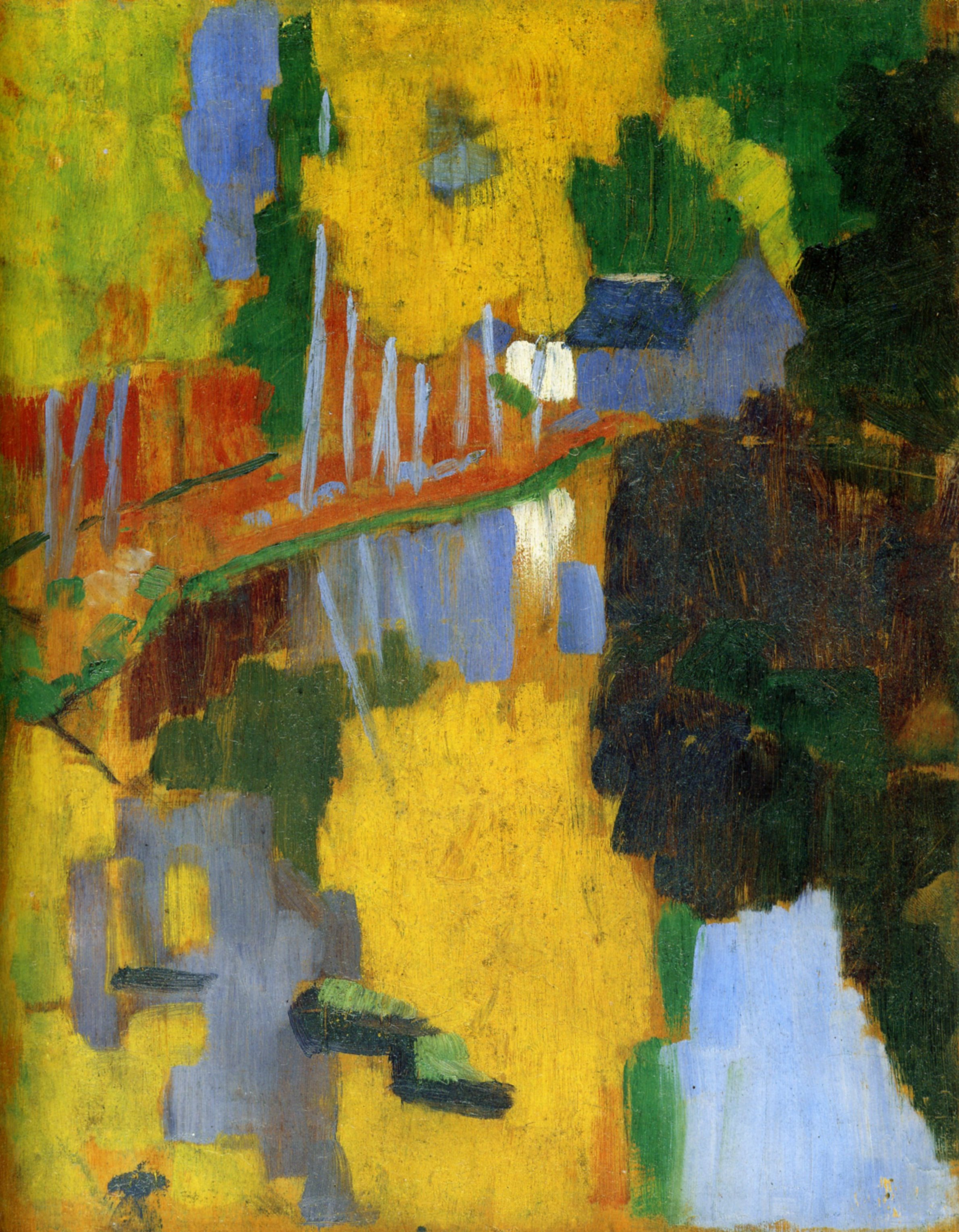
Paul Sérusier, O Talismã, 1888, Musée d'Orsay, Paris